# Picea

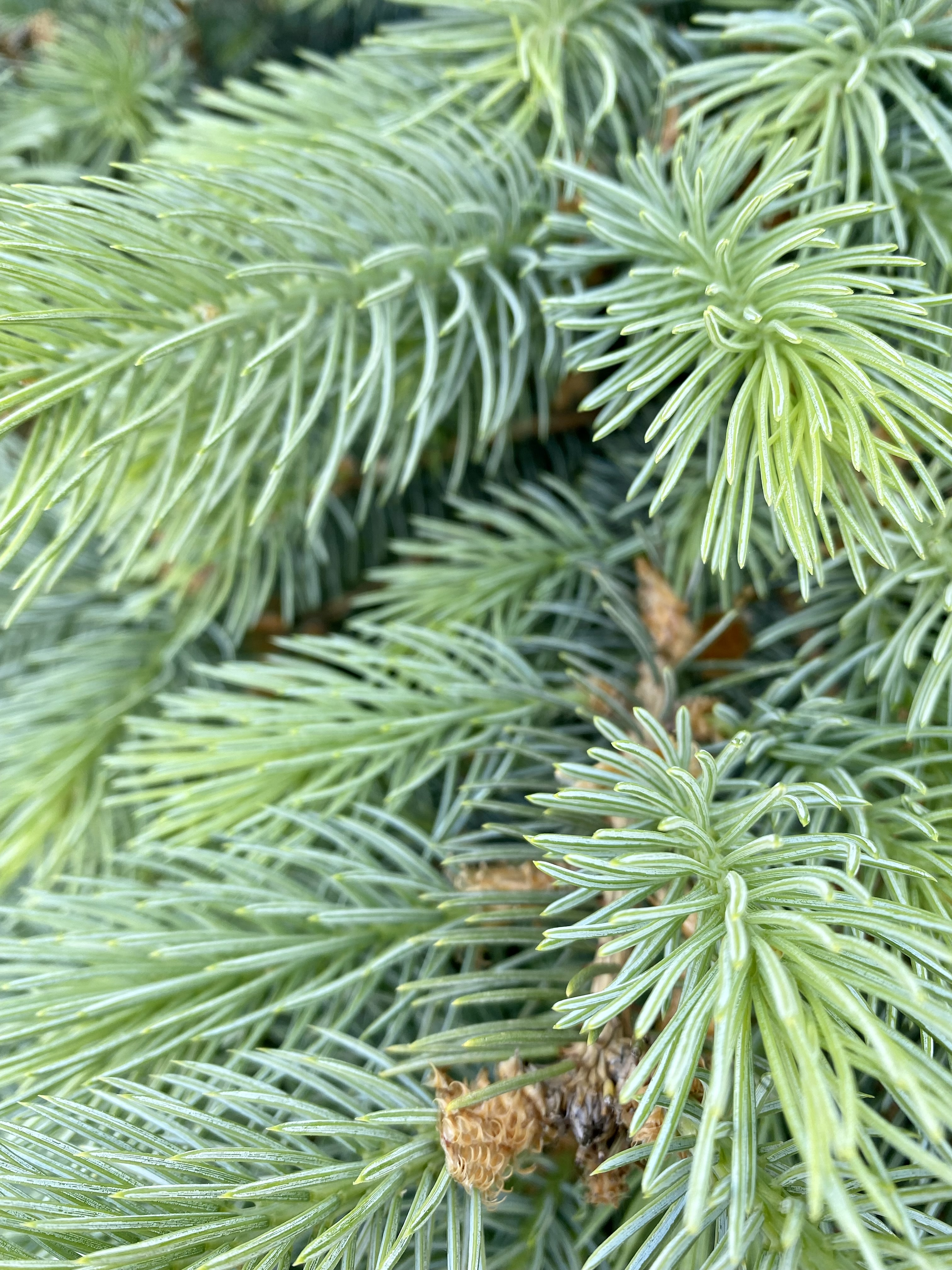
Fulles de Picea pungens

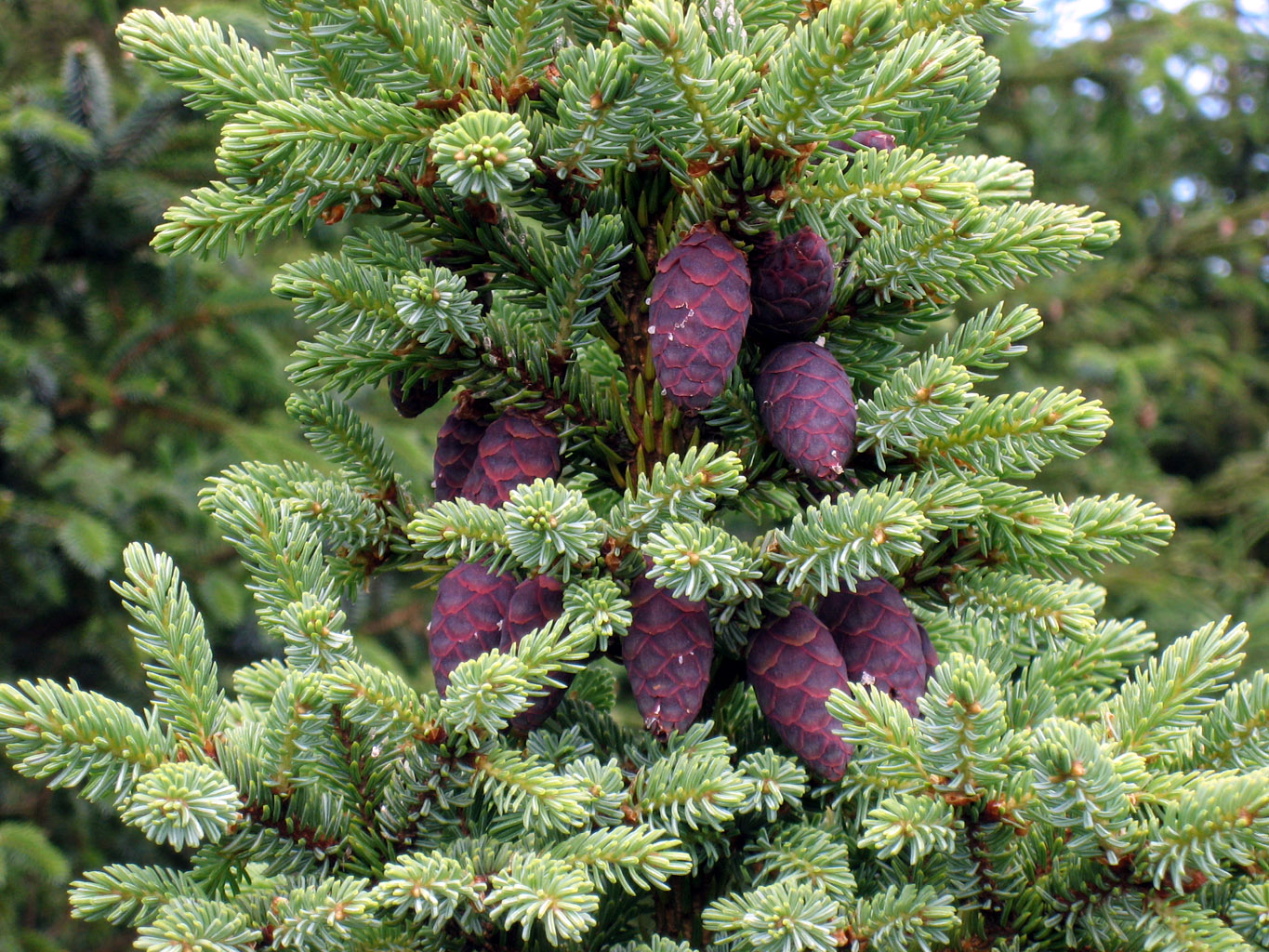
Picea mariana

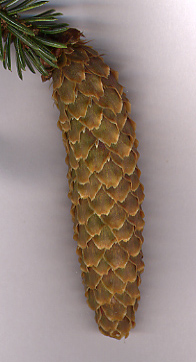
Pinya de Picea sitchensis

Picea és un gènere de coníferes de la família Pinaceae. Té unes 35 espècies. És un gènere originari de la part nord de la zona de clima temperat i del bosc boreal o taigà. Els arbres normalment arriben a fer uns 40 m d'alt, però poden arribar als 60 m i en el cas de l'espècie Picea sitchensis als 95 metres. No hi ha cap espècie de Picea que sigui autòctona dels Països Catalans.

## Noms comuns
Les diverses espècies de Picea reben el nom comú de pícea (com la pícea d'orient o la pícea de Sèrbia) o avet (com l'avet roig o l'avet de l'Himàlaia).

## Característiques
Sovint es confonen les pícees amb els avets del gènere Abies perquè tenen formes similars. Per a distingir-los de forma visual, s'ha de tenir en compte que les pinyes de les pícees pengen de les branques cap per avall (s'alcen erectes sobre les branques en Abies) i les branques de les pícees adopten una disposició verticil·lada al voltant del tronc i que les fulles s'insereixen en les branques de forma aïllada i en espiral. Cada fulla té a la base una mena d'estructura com si fos un coixinet, anomenat pulvinus. Les fulles cauen quan tenen de 4 a 10 anys i aleshores romanen els pulvinus a les branques cosa que els dona un aspecte rugós que no tenen les branques dels avets, ni altres gèneres relacionats.

## Taxonomia
Tradicionalment s'havia establert una agrupació de les espècies del gènere Picea en funció de la forma de les fulles i de les pinyes, però les anàlisis filogenètiques del 2006 basades en l'ADN van demostrat que era artificial. Es va establir l'origen a Amèrica del Nord i la seva dispersió a través de l'estret de Bering, es va trobar que Picea breweriana i Picea sitchensis ocupaven una posició basal i es va determinar una nova divisió en tres clades. Estudis més recents confirmen l'origen a Amèrica del Nord i la seva dispersió a través de l'estret de Bering i suggereixen vuit clades.

### Espècies
Dins del gènere Picea es reconeixen les 37 espècies següents:
- Picea abies (L.) H.Karst.
- Picea alcoquiana (H.J.Veitch ex Lindl.) Carrière
- Picea asperata Mast.
- Picea aurantiaca Mast.
- Picea austropanlanica Silba
- Picea brachytyla (Franch.) E.Pritz.
- Picea breweriana S.Watson
- Picea chihuahuana Martínez
- Picea crassifolia Kom.
- Picea engelmannii Engelm.
- Picea farreri C.N.Page & Rushforth
- Picea glehnii (F.Schmidt) Mast.
- Picea jezoensis (Siebold & Zucc.) Carrière
- Picea koraiensis Nakai
- Picea koyamae Shiras.
- Picea laxa (Münchh.) Sarg.
- Picea likiangensis (Franch.) E.Pritz.
- Picea linzhiensis (W.C.Cheng & L.K.Fu) Rushforth
- Picea mariana (Mill.) Britton, Sterns & Poggenb.
- Picea martinezii T.F.Patt.
- Picea maximowiczii Regel ex Mast.
- Picea meyeri Rehder & E.H.Wilson
- Picea morrisonicola Hayata
- Picea neoveitchii Mast.
- Picea obovata Ledeb.
- Picea omorika (Pančić) Purk.
- Picea orientalis (L.) Peterm.
- Picea polita (Siebold & Zucc.) Carrière
- Picea pungens Engelm.
- Picea purpurea Mast.
- Picea retroflexa Mast.
- Picea rubens Sarg.
- Picea schrenkiana Fisch. & C.A.Mey.
- Picea sitchensis (Bong.) Carrière
- Picea smithiana (Wall.) Boiss.
- Picea spinulosa (Griff.) A.Henry
- Picea wilsonii Mast.

### Híbrids
S'han descrit els següents híbrids:
- Picea × albertiana S.Br.
- Picea × fennica (Regel) Kom.
- Picea × lutzii Little
- Picea × notha Rehder

## Història taxonòmica
La taxonomia clàssica havia agrupat les espècies d'aquest gènere en tres grups i alguns subgrups en funció de la forma de les fulles i pinyes.
- Secció 1 Picea: Pinyes amb esquames gruixudes; fulles de secció quadrangular.
  - 1a: Pinyes amb (majoritàriament) esquames punxegudes; fulles no esmolades o una mica punxegudes.
  - 1b: Pinyes amb esquames llises i arrodonides; fulles no esmolades o una mica punxegudes.
  - 1c: Pinyes amb esquames suaus; fulles molt punxegudes.
- Secció 2 Omorika: Pinyes amb esquames ondulades i suaus aplanades.
  - 2a: Pinyes amb esquames arrodonides de secció aplanada blanques per sota.
  - 2b: Pinyes generalment amb esquames ondulades i suament de secció aplanada.
- Secció 3 Casicta: Pinyes amb esquames molt primes i ondulades.

## Usos
Són molt usats per a fer paper, en jardineria com a arbres ornamentals i com els genuïns arbres de Nadal.
La seva fusta és tova i lleugera s'ha fet servir per a construir instruments musicals de fusta com la guitarra i el violí. Per la seva lleugeresa l'avió dels germans Wright, que van fer el primer vol amb motor, estava fet de fusta de pícea.
Els indígenes nord-americans havien utilitzat les arrels d'algunes espècies d'aquest gènere per a fer-ne cistells i (amb escorça de bedoll) per a fer canoes. De la resina se'n van fer els primers xiclets. La ingestió de fulles de pícea proporciona prou vitamina C per a evitar l'escorbut, malaltia que ocorre en les dietes basades quasi exclusivament en la carn, com era la dieta d'alguns pobles amerindis.